# Pachyntheisa excelsior
Pachyntheisa excelsior är en insektsart som beskrevs av Fowler 1904. Pachyntheisa excelsior ingår i släktet Pachyntheisa och familjen kilstritar. Inga underarter finns listade i Catalogue of Life.